# The Grip of Crime
The Grip of Crime  è un cortometraggio muto del 1916 diretto da George Cochrane.

## Produzione
Il film fu prodotto dall'Universal Film Manufacturing Company (con il nome Big U).

## Distribuzione
Distribuito dall'Universal Film Manufacturing Company, il film uscì nelle sale cinematografiche statunitensi il 20 giugno 1916.